# 2020年中国大陆矿难列表
本条目旨在列举发生在2020年中国大陆的较重大矿难。据中国大陆官方统计，2020年中国大陆共发生矿山事故434起、死亡573人，其中122起为煤矿矿难、造成225人死亡。

## 总览
| 时间     | 事故（括号内为中国大陆官方事故名称）                                   | 死亡人数 | 官方事故案例/调查报告                                    |
| -------- | ---------------------------------------------------------------------- | -------- | -------------------------------------------------------- |
| 2月22日  | 山东新巨龙能源龙堌煤矿冲击地压事故                                     | 4        |                                                          |
| 2月29日  | 云南罗平树根田煤矿顶板事故                                             | 5        |                                                          |
| 3月17日  | 云南昭通盐津一停建煤矿爆炸                                             | 4        |                                                          |
| 6月10日  | 陕西燎原煤业有限责任公司“6•10”较大煤与瓦斯突出事故                     | 7        | 调查报告-国家矿山安全监察局陕西局 （页面存档备份，存于） |
| 9月27日  | 重庆能投渝新能源有限公司松藻煤矿 “9·27”重大火灾事故                    | 16       | 调查报告 （页面存档备份，存于）-国家矿山安全监察局重庆局 |
| 10月20日 | 山西潞安集团左权阜生煤业井下发生瓦斯爆炸                               | 4        |                                                          |
| 11月4日  | 陕西省铜川乔子梁煤业有限公司“11•4”较大煤与瓦斯突出事故                 | 8        | 调查报告 （页面存档备份，存于）-国家矿山安全监察局陕西局 |
| 11月11日 | 山西朔州平鲁区茂华万通源煤业有限公司发生较大透水事故                   | 5        |                                                          |
| 11月29日 | 湖南省衡阳市耒阳市导子煤业有限公司源江山煤矿“11·29”重大透水事故        | 13       | 调查报告-国家矿山安全监察局湖南局                        |
| 12月4日  | 重庆永川吊水洞矿难（重庆市永川区吊水洞煤业有限公司“12·4”重大火灾事故） | 23       | 调查报告-国家矿山安全监察局重庆局                        |

## 2月
- 2月22日，山东新巨龙能源龙堌煤矿发生冲击地压事故，造成4人死亡。[6][7]
- 2月23日，山西紫金煤业有限公司“2.23”较大顶板事故，造成3人死亡、直接经济损失889.7万元人民币。事故发生后，矿方存在蓄意瞒报。[8]
- 2月29日，云南罗平树根田煤矿发生顶板事故，造成5人死亡。[9]

## 3月
- 3月17日，云南昭通盐津一停建煤矿发生爆炸，造成4人死亡、5人受伤。[10]

## 6月
- 6月10日，陕西燎原煤业有限责任公司煤与瓦斯突出事故，造成7人死亡。[11]

## 8月
- 8月5日，山西晋煤集团晋圣公司坡底煤业挡土墙垮塌，造成3人死亡。[12]

## 9月
- 9月27日，重庆松藻煤矿“9•27”重大火灾事故，造成16人死亡、38人中毒受伤。[13][14]

## 10月
- 10月20日，山西潞安集团左权阜生煤业井下发生瓦斯爆炸，造成4人死亡、1人受伤。[15]

## 11月
- 11月4日，陕西铜川“11·4”乔子梁煤矿事故，造成8人死亡。[16]
- 11月11日，山西朔州平鲁区茂华万通源煤业有限公司发生较大透水事故，造成5人死亡，直接经济损失约2570万元。[6]
- 11月29日，湖南衡阳源江山煤矿“11·29”重大透水事故，造成13人死亡。[6][17]事发3年后查出“互害”案中案，相邻煤矿为争夺煤炭资源曾多次往事故煤矿灌水，导致采空区形成积水。[18]

## 12月
- 12月4日，重庆永川吊水洞矿难，造成23名矿工死亡，多为一氧化碳中毒死亡。[19][20]
- 12月7日，山东裕隆矿业集团唐阳煤矿事故，造成3人死亡、3人受伤。[21]